# Kobalevycja
Kobalevycja, česky také Kobalevice nebo Kobalovice, ukrajinsky Кобалевиця nebo Кобаловиця, maďarsky Gálfalva, je část obce Zahaťťa, v Iršavské městské komunitě (hromadě), v okrese Chust v Zakarpatské oblasti Ukrajiny. V roce 2001 zde žilo 126 obyvatel. Místní částí Kobalevyc je Mala Ilošva, ukrajinsky Мала Ілошва.

## Historie
První písemná zmínka o této vsi pochází z roku 1383. Do uzavření Trianonské smlouvy byla tato ves součástí Uherska, poté byla součástí Československa. V roce 1921 zde stálo 14 domů a žilo zde 84 obyvatel, z toho 48 Rusínů, 6 Židů a 30 Němců. Od roku 1945 byla součástí Ukrajinské sovětské socialistické republiky, která byla součástí SSSR. Od roku 1991 je součástí nezávislé Ukrajiny.